# 德國音樂

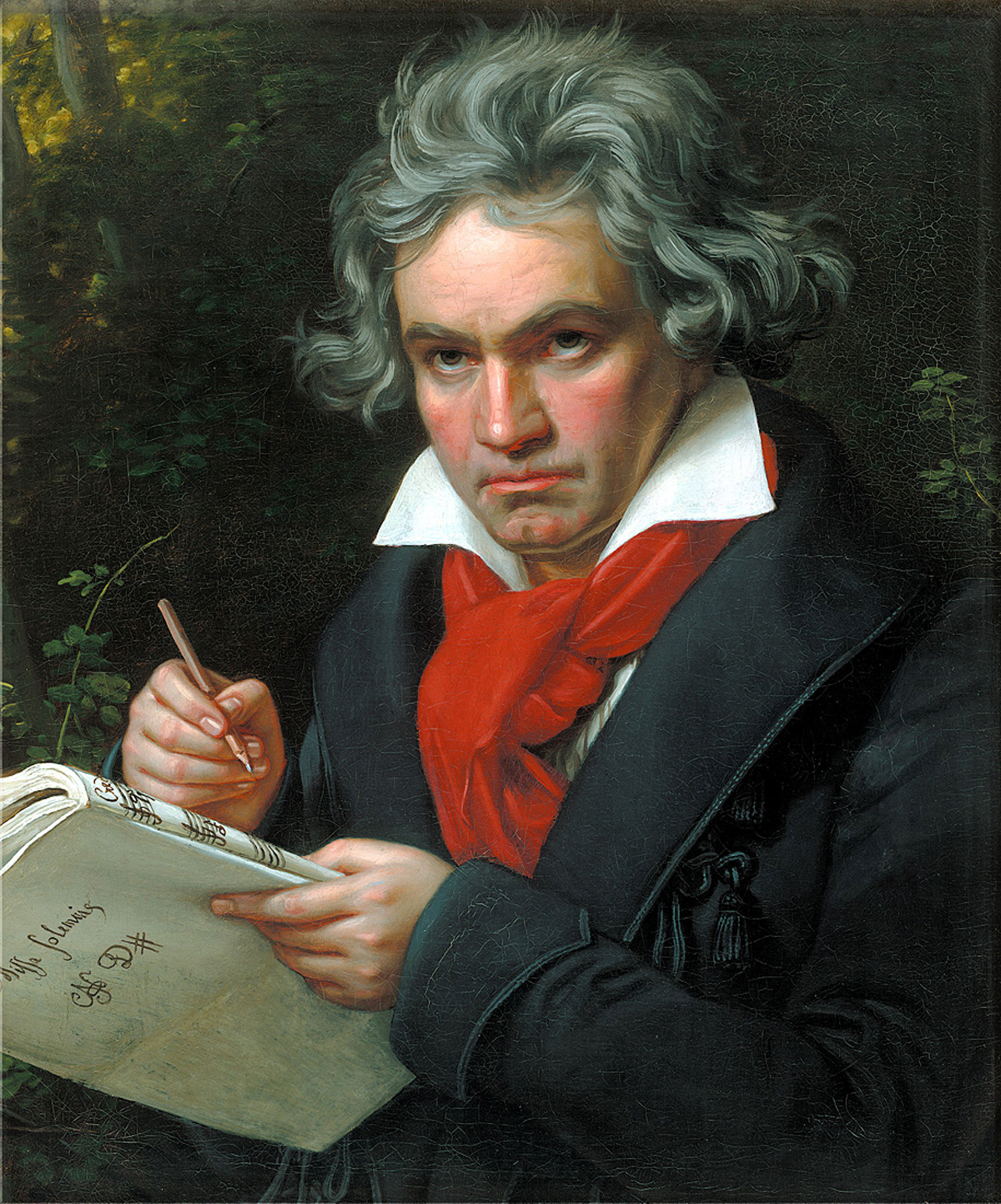
路德维希·范·贝多芬

德国是音乐家的摇篮，为古典音乐贡献了多位世界级的音乐家，包括巴赫和古典主义音乐最重要代表人物之一的贝多芬。其他世界知名的作曲家还有亨德尔、克拉拉·舒曼、罗伯特·舒曼、瓦格纳、勃拉姆斯、理查德·施特劳斯、泰勒曼、马克斯·雷格、奥尔夫、兴德米特、汉斯·维尔纳·亨策和卡尔海因茨·施托克豪森等。

## 概要
诸多世界著名古典音乐作曲家来自德国。迪特里克·布克斯特胡德创作管风琴清唱剧，影响日后包括约翰·塞巴斯蒂安·巴赫和格奥尔格·弗里德里希·亨德尔在内的巴洛克时期重要作曲家。生于奥格斯堡的利奥波德·莫扎特在其于萨尔茨堡担任小提琴手和教师期间培养世界最伟大的音乐家之一——沃尔夫冈·阿马德乌斯·莫扎特。路德维希·范·贝多芬是古典主义和浪漫主义音乐过渡期间的重要人物。卡尔·马利亚·冯·韦伯和费利克斯·门德尔松在浪漫主义早期扮演重要的角色。罗伯特·舒曼和约翰内斯·勃拉姆斯则将浪漫主义音乐发扬光大。理查德·瓦格纳的歌剧颇具名望。理查德·施特劳斯是浪漫主义晚期和现代早期的领衔人物之一。卡尔海因茨·施托克豪森和汉斯·季默则为20世纪和21世纪的重要作曲家
德国是全欧洲第二大及世界第四大音乐市场。20世纪及21世纪德国流行音乐形式与运动包括新德国浪潮、流行、东方摇滚、重金属/摇滚里最有影响力的乐队是德国战车(Rammstein)、朋克、流行摇滚、独立及施拉格流行等。德国电子音乐在发电厂乐团和橘梦乐团引领之下产生国际范围内的影响力。德国铁克诺和浩室领域的DJ和音乐家亦获得广泛的声望（如罗宾·舒尔茨、保罗·范迪克、保罗·卡尔布雷纳和Scooter等）。

## 外部連結
- 维基共享资源上的相關多媒體資源：德國音樂